# 東大阪南インターチェンジ
東大阪南インターチェンジ（ひがしおおさかみなみインターチェンジ）は、大阪府東大阪市と八尾市の市境にある、近畿自動車道上にあるインターチェンジ。ハーフインターチェンジと呼ばれるもので、松原方面からの出口と松原方面への入り口しかない。松原方面から東大阪市及び八尾市への最寄りインターチェンジとなっており、吹田方面行き八尾本線料金所と一体化している。

## 道路
- E26 近畿自動車道（7番）

## 接続する道路
- 大阪府道2号大阪中央環状線
- （国道308号）

## 料金所

### 入口
- レーン数：2
  - ETC専用：1
  - 一般：1

### 出口
- ETCフリーフローアンテナ

## 周辺
- 近畿大学

## 隣
E26 近畿自動車道
(6)東大阪JCT - (7)東大阪南IC -  八尾本線TB - (8)八尾IC